# くさや

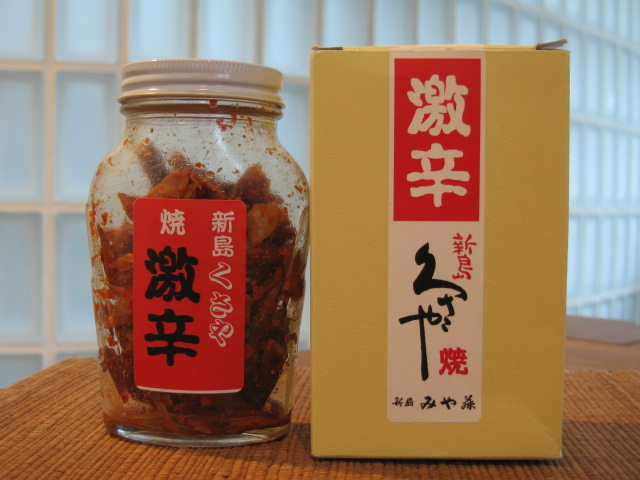
新島産のくさやの瓶詰め

くさやとは、伊豆諸島の特産品として知られている、魚類の干物の一種である。クサヤモロなどの新鮮な魚を「くさや液」と呼ばれる独特の匂いや風味を有した液体に浸潤した後で、乾燥させて製造する。くさやが発酵食品と呼べる理由は、塩水の代わりに独特の発酵液（くさや液、くさや汁）を用いる点に有る。
なお「くさや」の語源については、複数の説が存在する。例えば、新島における方言で魚全般を指して「ヨ」と言われており「臭い」＋「魚」＝「クサヨ」が転じて「クサヤ」になったと言われている。一方で、くさやは酷く臭いため「くさいや、くさいや」が転じて「クサヤ」になったとも言われている。
参考までに、新島ではくさやを製造している水産加工業者を指して「イサバヤ」と呼んでいる。

## 特徴
くさやは、新鮮なムロアジ類（クサヤモロなど）、トビウオ類、シイラなどの魚を使用した干物であり、伊豆諸島での生産が盛んである。
味は塩辛いながらも、旨味も有する。独特の匂いによって好き嫌いが分かれるものの、日本人が好んできた発酵した魚の香りや旨味から、ご飯のおかず以外に、「島焼酎」と呼ばれる伊豆諸島産の焼酎や、コシの強い（乳酸の多い）日本酒によく合うとされる。

## 産地と製法

### 産地
くさやの主な産地は新島、八丈島、伊豆大島など伊豆諸島である。このほか小笠原諸島の父島でも生産している。新島村にはくさやの加工団地が形成されており、その所在地は「東京都新島村本村くさやの里」である。
三宅島におけるくさや製造は、2000年に発生した三宅島噴火による全島避難により壊滅した。一部の製造者は近年の帰島後、新島の製造者よりくさや液を提供され、くさや製造を一時再開したが、材料となる魚種が近海で採れなくなったため、現在はくさや液の維持のみを行っている。
神津島では自家消費のために製造され、干し過ぎて硬くなったものより柔らかいものが好まれている。

### 製法
原料魚を開いて内臓を取り除いた後、充分に水洗いし、血抜きして「くさや液」（くさや汁）に浸漬する。その後、ざるに取り出して水洗いし、48時間から60時間かけて天日乾燥または通風乾燥を行う。出荷に際しては、独特の臭気を有するため、大抵は匂いが漏れないような配慮が施される。例えば、真空パックや瓶詰めにして出荷して、匂いの揮発を防止する。
製造地の島によって、水晒しの時間などに違いが見られる。「くさや液」（くさや汁）に浸漬する時間は魚体や脂の乗り具合などによって調節されるが、新島では10時間から20時間ほどである。

### くさや液

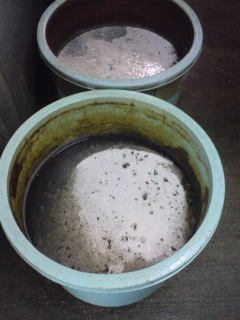
八丈島のくさや液

魚の干物を浸すための塩水を繰り返し使用してきた発酵液は、くさや液の他に、くさや汁、しょっちょる（塩汁）とも呼ばれる。色は茶褐色で、粘稠性（粘り気）を持つ。塩分濃度は、10 - 15パーセント程度である。しかし、4パーセントの例もある。約pH8の弱塩基性で、含まれる窒素分の大部分は揮発性塩基で占められており、溶出したタンパク質はほぼ完全に分解されていることがわかる。
くさや液にはコリネバクテリウム・クサヤ（クサヤ菌）が見られる。また、くさやの特徴的な匂いは、様々な揮発性の低分子の化合物に由来する。例えば、プロピオン酸、酪酸、吉草酸、カプロン酸のようなカルボン酸類が挙げられる。その他に、アミン類や揮発性イオウ化合物なども関与する。これらの化合物の生成は、嫌気性細菌の関与が大きいとされるものの、未だ詳細は分かっていない。細菌だけではなく、耐塩性の酵母も関与しているとされる。
くさや液は古い物ほど旨味が出るとされ、中には200年も300年も漬け継がれてきた物も見られる。そのため、製造業者はこの液を家宝として、また味の出し方や食塩の濃度によって味が変わるので、くさや液の製法は各店の秘伝として、代々受け継がれている。くさやの匂いや味は、島ごと店ごとに差異がある。昔は嫁入り道具の1つとなっていた。
また、ビタミン、アミノ酸などが含まれており、抗菌作用もある。そのため、体に良いとされており、かつて医療体制の整備が遅れていた伊豆諸島では、ケガをしたり体調を崩すたびに、薬代わりとしてくさや液を患部に塗布したり、飲ませたりしていたという。
なお、くさや液は、ヒスタミン生成菌が少なく、ヒスタミン分解菌が含まれており、食中毒の原因となるヒスタミンが蓄積しにくいとされる。

## 調理法
一般的には焼いて食べるが、半生でも食べられる。

## 歴史
当初は単純な塩水に浸けた魚を干した食品であったらしい。塩水を使い回しながら干物を作っていたところ、それに魚の成分などが蓄積し、さらに微生物などが作用して、現在のくさや液の素ができたとされる。江戸時代に天領だった伊豆諸島では食塩が貴重品であり、塩年貢が課せられていた。釣った魚を江戸まで運ぶには塩漬けにして干物にする方法が適するものの、貴重な食塩を大量に使うわけにはいかなかった。そこで島民たちは試行錯誤の末、塩水に浸しておいて干す方法を思いついた。浸すたびに塩水を取り替えたいが、塩は貴重なので、やむなく減った分だけ食塩を足しながら、塩水を使い回した。これが島で貴重な保存食品として定着したという。
くさやの誕生に関しては、ミサゴが捕った魚の残りを岩陰に隠しており、これに海水がかかって自然発酵した物を漁師が見付け、それを食べたのが発祥とする文献も残っている。
正確な発祥地は不明だが、伊豆諸島では新島を元祖とする説が有力であり、八丈島のくさや製造業者団体である八丈島水産加工業協同組合は「八丈島のくさや製造は新島からくさや液を分けてもらって始められた」としている。
伊豆大島からは幕府に塩干品が献上されたが、その塩干魚は1回漬けの塩水を使った物が献上されていた。くさやは保存食であり、伊豆諸島では貴重なタンパク質源として、自家用や島内供給用に食されていた。ただし、一部は江戸に運ばれていたという。
くさやという言葉は江戸時代の江戸の魚河岸の間で「くさいからクサヤ」という名前がついたという説があるものの、いつの頃から呼ばれるようになったかは不詳である。

## 臭い
全体として銀杏のような不快臭が感じられる。1977年にくさやの身を水蒸気蒸留してガスクロマトグラムで分析した例では、臭気成分の内、多量に検出されたものは、酸性成分ではn-酪酸（死臭や銀杏の臭気に含まれる不快臭を持つ）で、次いでプロピオン酸（短鎖脂肪酸の一種）であった。塩基性成分ではトリメチルアミン（魚臭、アンモニア臭を持つ）とアンモニアであった。窒素ガスでカルボニル成分を分離して分析した成分ではプロピオンアルデヒド（甘酸っぱさの中に焦げたような臭気）が強大であった。
臭い食べ物の代表例（食べ物の臭さの「順位付け」ではない）
Au: アラバスター単位、におい成分の成分量の単位である。においの強弱は、におい成分毎にヒトの感覚閾値との相乗値で評価され、純粋な「においの単位」ではない。

## 関連書籍
- 小泉武夫『くさいはうまい』毎日新聞社、2003年7月。ISBN 4-620-31635-0。978-4-620-31635-2。
- 小泉武夫『発酵は力なり』日本放送出版協会〈NHKライブラリー〉、2004年5月。ISBN 4-14-084183-4。